# Haus des Lebens (Film)
Haus des Lebens ist ein deutsches Liebesdrama von Karl Hartl aus dem Jahr 1952. Es beruht auf dem gleichnamigen Roman von Käthe Lambert.

## Handlung
Im Entbindungsheim von Dr. Peter Haidt werden Dr. Elisabeth Keller und Oberschwester Hedwig jeden Tag mit neuen Frauenschicksalen konfrontiert. Da ist Else Kuschitzky, die gerade ihre dritte Tochter zur Welt gebracht hat und täglich beim Stillen weint, ist ihr Ehemann doch vom ausbleibenden Sohn so enttäuscht, dass er sie nicht am Krankenbett besuchen will. Die zweifach verwitwete Josepha Spratt hat ein Kind geboren, traut sich jedoch nicht, ihrem erwachsenen Sohn aus erster Ehe davon zu berichten. Die junge Christine lehnt ihr noch ungeborenes Kind ab, wurde sie doch von ihrem Freund verlassen, während Sängerin Inge Jolander nicht nur um ihr Aussehen, sondern auch um ihre Stimme bangt. Und Sportreporterin Grit Harlacher erfährt schließlich, dass sie zukünftig nicht nur eines, sondern zwei zusätzliche Mäuler zu stopfen habe. Peter, Elisabeth und Hedwig können all diese Probleme lösen: Grit ist erfreut über die Nachricht; über einen Trick bringen die Ärzte Elses Mann dazu, nicht nur in der Klinik vorbeizuschauen, sondern sich für seine Töchter einzusetzen. Und auch Josephas Sohn ist nach einem Gespräch mit Peter froh über sein neues Geschwisterchen. Nach der Geburt ihres Kindes, das erst nach längerer Zeit zu atmen beginnt, interessiert es Inge Jolander am Ende nicht mehr, wie es um ihr Aussehen und ihre Stimme steht, freut sie sich doch einfach nur auf ihre Zeit als Mutter. Und Christine findet in dem Gärtner des Heims einen neuen Freund.
Neben der Arbeit ist auch das Zwischenmenschliche Teil des Ärztealltags. Peter und Elisabeth kommen sich näher und er macht ihr schließlich einen Heiratsantrag, den sie annimmt. Damit sorgt sie für Enttäuschung bei ihrer besten Freundin Hedwig, die selbst in Peter verliebt ist. Sie offenbart Elisabeth ein lang gehütetes Geheimnis: Elisabeth kann keine Kinder bekommen. Als Kind hatte sie einen Unfall – Elisabeth erinnert sich noch gut daran, dass ihr im Zug ein Mann nachstellte und sie in Panik aus dem fahrenden Zug sprang – und musste mehrfach operiert werden. Aufgrund von Organverwachsungen galt es damals als unwahrscheinlich, dass sie Kinder kriegen kann. Ihr Ziehvater Geheimrat Merk sagte ihr jedoch nichts davon, gesteht es aber Peter, als er ihn um die Zustimmung zur Heirat bittet. Davon weiß Elisabeth nichts und sie reist überstürzt ab. Sie begibt sich zu der Klinik, in der sie damals operiert wurde. Ihre Krankenakte bestätigt, was Hedwig ihr gesagt hat. Sie kehrt erschüttert in das Entbindungsheim zurück. In einer Aussprache mit Peter setzt sie ihn von ihrer Unfruchtbarkeit in Kenntnis. Sie will die Verlobung lösen, weiß sie doch, dass sich Peter eigene Kinder wünscht. Dieser jedoch räumt ein, schon lange von ihrer Unfruchtbarkeit zu wissen, sie jedoch nicht aufgeben zu wollen. Sie hätten in ihrem beruflichen Umfeld genügend Kinder, deren erste Schritte sie gemeinsam begleiten können.

## Produktion
Haus des Lebens entstand in den Bavaria-Film-Ateliers in München-Geiselgasteig mit Außenaufnahmen aus München. Die Filmmusik wurde von den Münchner Philharmonikern eingespielt. Die Filmbauten stammten von Franz Bi und Botho Höfer, die Produktionsleitung übernahm Heinz Abel.
Der Film feierte am 12. September 1952 in der Kölner Schauburg sowie in Düsseldorf Premiere und kam am 15. April 1954 auch in die Kinos der DDR. 2004 erschien der Film auf DVD.

## Kritik
Der Spiegel nannte Haus des Lebens anlässlich der Premiere eine „Film-Ode auf die Kinderzucht […] Regisseur Karl Hartl drehte idealen ‚Frauenfilm‘: Interview einer Entbindungsanstalt mit Kinderbettchen im ersten Sonnenstrahl, herzigen Baby-Popos, Tränen aller Art und dann und wann einem Kaiserschnitt. […] Zwischendurch auf Stottern eine von Pseudotragik umdräute Liebesgeschichte zwischen rüstigem Schiffsarzt Gustav Fröhlich und Fräulein Dr. Cornell Borchers. Musterbeispiel für neo-deutschen Scheinrealismus.“
Für den film-dienst war es ein „pseudo-realistische[r] Film, der auf das unkritische Sensationsbedürfnis der Nachkriegszeit spekulierte. Hohl und substanzlos plätschert er als eine Art Vorläufer zu heutigen Fernsehserien dahin.“ „Ein Vorläufer der Arzt-Seifenoper“, befand auch Cinema.